# Никола Иванов (майор)
Вижте пояснителната страница за други личности с името Никола Иванов.
Никола Иванов Караабаджиев е български офицер (майор), участник в Сръбско-българската война (1885), Балканската и Междусъюзническата война (1912 – 1913). Баща е на инж. Иван Иванов, прочутия кмет на София, и на скулптора Мина Иванов.

## Биография
Никола Иванов е роден през 1861 г. в Сливен. По време на Руско-турската война градът е освободен на 4 януари 1878 г. Генерал Скобелев пристига в Сливен с щаба си на 10 март и остава до средата на месец май. Тогава се организира „народна гвардия“ и Никола Иванов, макар и само на 16 години, е от първите, включили се в новосформираната войска. На 18 март 1878 г. той постъпва на служба в Седма сливенска дружина. Берлинският доровор, подписан през лятото на същата година, оставя родния му град в границите на Османската империя, в автономната провинция Източна Румелия.
Никола Иванов участва в Сръбско-българската война (1885) и е награден с бойно отличие (бронзов медал). След войната учи във Военното училище в София, което завършва през 1889 година.
През 1888 г. в Сливен се жени за съгражданката си Екатерина Гюлменлиева. Там са родени първите им две деца: Зафирка и Иван Иванов, бъдещия кмет на София. По-късно в различни градове, където служи като офицер, се раждат децата им Борис (Бургас, 1894), Мина (Стара Загора, 1896) и Мария (1903).
През 1892 година е назначен в Бургас, в 24-ти пехотен черноморски полк. От 1894 г. служи в Стара Загора, където е командир на рота от 12-и балкански полк, капитан. През 1905 г. е преместен в Радомир, в 26-и пехотен пернишки полк. Произведен е в чин майор на 18 май 1905 г. Към 1 март 1908 г. името му фигурира в „Списък на офицерите от армията по родове на оръжието. Пехота“. Според данни във Военния архив той се уволнява по собствено желание през 1908 г. и се зачислява в запаса.
Участва в Балканската бойна през 1912 – 1913 г., командир е на 4-та дружина в 42-ри пехотен полк. Воюва в Тракия по линията на селата Юруш, Папаз тепе и Тартал тепе по долината на река Арда, участва в обсадата на Одрин. Ранен е и го лекуват в Чорлу. Веднага след Балканската започва Междусъюзническата война. Майор Никола Иванов загива в първите ѝ дни, на 19 юни 1913 г. в Македония. В Удостоверението за смъртта му пише, че това става „в боя с гърците на Аржанските висоти – Дойранско“.
През Балканската война е награден с орден. Има данни, че преди това е награждаван и с отден „За военна заслуга“ V степен и с кавалерски кръст с корона – през 1905 г., когато е майор от 12-и пехотен балкански полк.
Във войните участват и тримата сина на Никола Иванов – Иван, Борис и Мина. През 1916 г. при Каймакчалан загива зет му Тодор Кавалджиев. Синът му Борис Иванов загива през 1925 г. при Петричкия инцидент.

## Памет
На майор Никола Иванов е наречена улица в квартал „Люлин“ в София (Карта).